# Justo Sierra
Justo Sierra Méndez (ur. 1848, zm. 1912) – meksykański historyk, adwokat, eseista, poeta, dziennikarz, dyplomata i polityk, minister oświaty od 1905 do 1911, ambasador w Hiszpanii w 1912, autor prac o historii społecznej Meksyku.